# 招宝山梵文摩崖石刻
29°57′39.1″N 121°43′13.1″E / 29.960861°N 121.720306°E
招宝山梵文摩崖石刻是浙江省宁波市一处摩崖石刻。石刻位于镇海区招宝山南麓南陵云路南段，发现于1984年2月山体绿化时。石刻为阴刻，内容为梵文六字真言，汉译为“唵、嘛、呢、叭、咪、吽”，推测雕刻于元代至明代。1987年修筑石板坪台，并放置石制圆桌及石鼓凳:1458。2023年9月1日，摩崖石刻被列入宁波市文物保护单位。